# Polana obtusa
Polana obtusa är en insektsart som beskrevs av Spångberg 1878. Polana obtusa ingår i släktet Polana och familjen dvärgstritar. Inga underarter finns listade i Catalogue of Life.